# Chiesa di Sant'Antonio Abate (Pisa)
La chiesa di Sant'Antonio Abate si trova in Piazza Sant'Antonio a Pisa.

## Storia e descrizione
Fu fondata nel 1341 con l'annesso convento, distrutto nella seconda guerra mondiale, ed ebbe alcune ristrutturazioni nel 1392 per volontà di Pietro Gambacorti.
Fu ricostruita dopo la guerra nelle forme assunte alla fine del XVIII secolo. La facciata inferiore, opera di Lupo e Giovanni di Gante e Simone di Matteo da Siena, è a fasce marmoree bicrome (1399-1410). Sul retro del cortile, il vasto murale Tuttomondo di Keith Haring, ultima opera pubblica dell'artista (1989) prima della sua morte nel 1990 per AIDS.

## Altre immagini

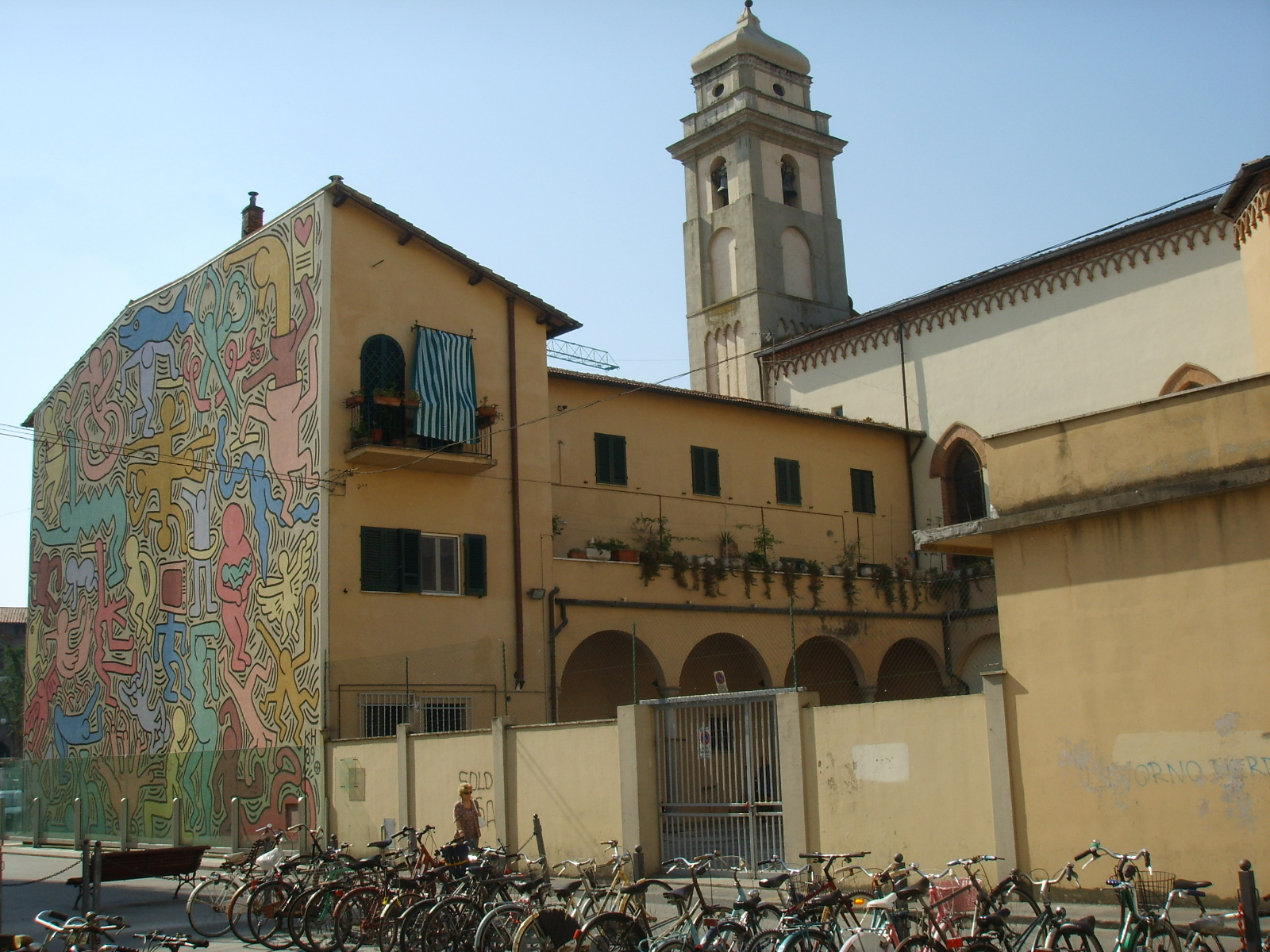
Il lato della chiesa con il murale di Keith Haring
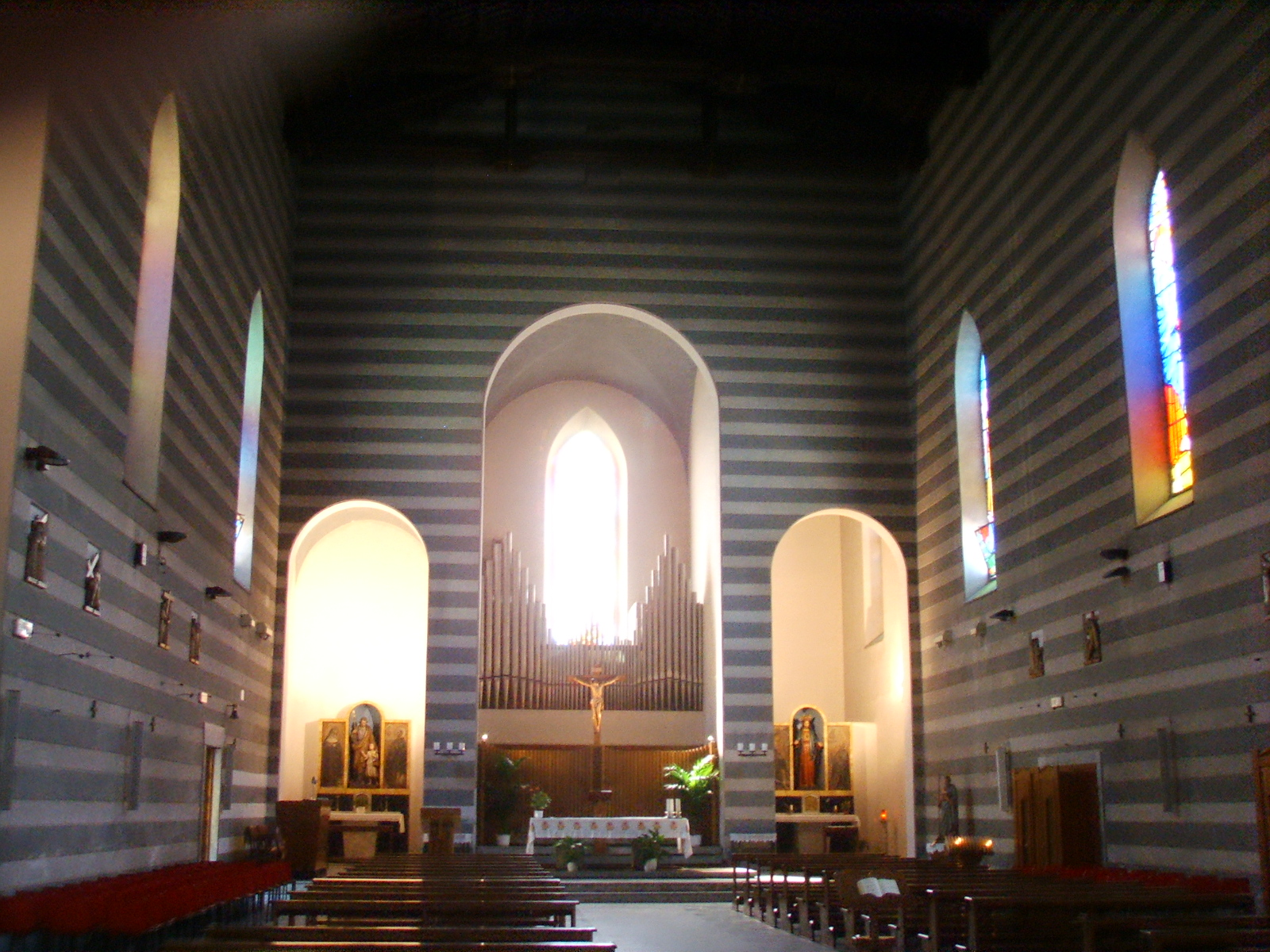
L'interno